# Xenotilapia papilio
Xenotilapia papilio är en fiskart som beskrevs av Büscher, 1990. Xenotilapia papilio ingår i släktet Xenotilapia och familjen Cichlidae. Inga underarter finns listade i Catalogue of Life.

## Bildgalleri

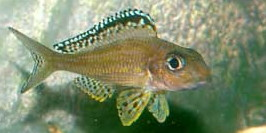